# Штормове попередження (фільм, 2008)
Штормове попередження (англ. Storm Cell) — фільм.

## Сюжет
Руйнівний торнадо забрав життя батьків Ейпріл Сондерс. Ця трагедія змушує її стати дослідником ураганів. Тим часом її брат Шон переїжджає в Сієтл, де штормова активність мізерно мала. Проводячи чергове дослідження, Ейпріл з жахом з'ясовує, що на Сієтл насувається смертоносний вихор.

## У ролях
- Мімі Роджерс — Ейпріл
- Роберт Молоні — Шон
- Ендрю Ейрлі — Тревіс
- Райан Кеннеді — Райан
- Еліз Левек — Дейна
- Майкл Айронсайд — Джеймс
- Крісті Дінсмор — юна Ейпріл
- Райан Грентхем — юний Шон
- Метт Андерсон — Лу
- Трейсі Трумен — Моллі
- Ліенн Адачі — учитель
- Шон Реіс — солдат
- Роджер Хескет — Майк
- Жаклін Енн Стюарт — Еллен
- Алекс Захара — Джо
- Майк Антонакос — продюсер
- Конор Фаннінг — Грег
- Шон Кемпбелл — поліцейський
- Ніколас Еліа — хлопчик
- Бретт Делані — пілот вертольота
- Сел Сортіно — людина
- Леа Вагнер — мати